# الصانعة (المخادر)

تعديل مصدري - تعديل

الصانعة هي إحدى قرى عزلة السحول بمديرية المخادر التابعة لمحافظة إب، بلغ تعداد سكانها 2457 نسمة حسب تعداد اليمن لعام 2004.